# فاضل براهامي
محمد فاضل براهامي (من مواليد 27 يونيو 1978 في بوندي باريس ، فرنسا )، لاعب كرة قدم جزائري يلعب حاليًا في نادي بي إف سي مينيور بيرنيك البلغاري. موقعه المفضل هو كلاعب خط وسط دفاعي ولكن يمكنه أيضًا اللعب كظهير أيمن وعلى الجانب الأيمن من خط الوسط.

## مشوار دولي
تلقى براهمي استدعاءه الأول للمنتخب الجزائري عندما استدعاه جورج ليكينز لمباراة ودية ضد أنغولا في 29 مارس 2003. لعب 90 دقيقة كاملة في مركز الظهير الأيمن مع انتهاء المباراة بنتيجة التعادل 1-1.

## إحصائيات الفريق الوطني
| منتخب الجزائر | منتخب الجزائر | منتخب الجزائر |
| سنة           | المباريات     | الأهداف       |
| ------------- | ------------- | ------------- |
| 2003          | 4             | 0             |
| 2004          | 6             | 0             |
| 2005          | 4             | 0             |
| 2006          | 2             | 0             |
| مجموع         | 16            | 0             |

## روابط خارجية
- فاضل براهامي على موقع قاعدة بيانات كرة القدم.إي يو (الإنجليزية)
- فاضل براهامي على موقع ناشيونال فوتبول تيمز (الإنجليزية)
- فاضل براهامي على موقع Soccerway.com (الإنجليزية)